# 安济桥 (衡水)
衡水安济桥，又名衡水石桥或衡水老桥，座落在河北省衡水市滏阳河上，建成于乾隆三十一年（1766年）。

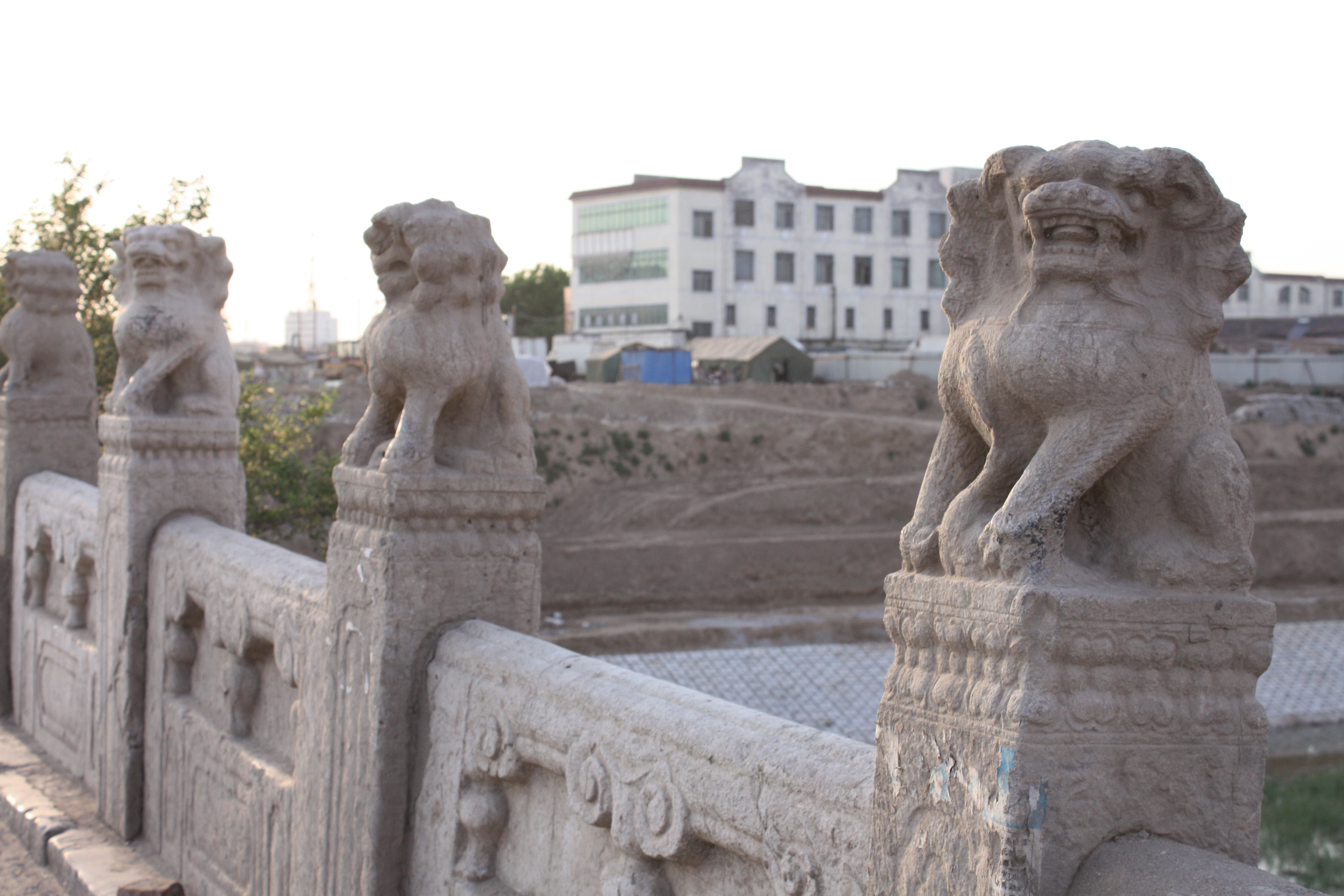
安济桥石狮

据《衡水县志》载：明朝天顺元年（1457年），衡水知县杨俨奏请上级批准修建一座木桥。后木桥因多次发大水屡修屡毁。至嘉靖三十二年（1553年），由衡水县徐廷募资修建石桥，隆庆三年（1569年）复被大水冲毁，后由贾从仁募资修复。至清朝顺治五年（1648年）由于滹沱河河床南徙并与滏阳河汇合，河水猛涨导致桥几乎被冲毁。清朝乾隆年间直隶总督方观承奏请朝廷批准，拨出银子四万七千六百多两修建石桥。派清河道周元理、通永道玉神保董理，同时知县陶淑亲自指挥。乾隆三十年（1765年）正式动工，到翌年竣工上报朝廷，乾隆帝赐名“安济”，故名安济桥。
1937年，日本军队将石桥中孔炸毁以便于行船。1956年此河段改用木桥衔接。1982年衡水市将木桥拆除并改为钢筋水泥结构。
1993年7月15日，安济桥被河北省政府确定为省级重点文物保护单位。2013年5月，衡水安济桥入选全国重点文物保护单位。